# Fonction zêta d'Ihara
En mathématiques, la fonction zêta d'Ihara est une fonction zêta associée à un graphe fini. Elle ressemble étroitement à la fonction zêta de Selberg, et est utilisé pour relier les chemins fermés au spectre de la matrice d'adjacence. La fonction zêta d'Ihara a tout d'abord été défini par Yasutaka Ihara dans les années 1960 dans le contexte de sous-groupes discrets des groupes spéciaux linéaires  deux-par-deux p-adique. Jean-Pierre Serre a suggéré dans son livre Arbres que la définition originale d'Ihara peut être réinterprété dans la théorie des graphes. C'est Toshikazu Sunada qui a réalisé cette suggestion, en 1985. Comme l'a observé Sunada, un graphe régulier est un graphe de Ramanujan si et seulement si sa fonction zêta d'Ihara satisfait un analogue de l'hypothèse de Riemann.

## Définition
La fonction zêta d'Ihara peut être définie par une formule analogue au produit eulérien pour la fonction zêta de Riemann:
{\displaystyle {\frac {1}{\zeta _{G}(u)}}=\prod _{p}({1-u^{L(p)}})}
Ce produit est pris sur les marches premières p du graphe {\displaystyle G=(V,E)} (c'est-à-dire les cycles fermé {\displaystyle p=(u_{0},\ldots ,u_{L(p)-1},u_{0})}) tels que
{\displaystyle (u_{i},u_{(i+1){\bmod {L}}(p)})\in E~;\quad u_{i}\neq u_{(i+2){\bmod {L}}(p)~},}
et {\displaystyle L(p)} est la longueur du cycle p, tel qu'utilisé dans les formules ci-dessus. Cette formulation en théorie des graphes est due à Sunada.

## La formule d'Ihara
Ihara (et Sunada dans le contexte de la théorie des graphes) a montré que pour les graphes réguliers, la fonction zêta est une fonction rationnelle. Si G est k-régulier de matrice d'adjacence A, alors
{\displaystyle \zeta _{G}(u)={\frac {1}{(1-u^{2})^{\chi (G)-1}\det(I-Au+(k-1)u^{2}I)}}\ }
où χ est le rang cyclique, le plus petit nombre d'arêtes qu'il faut retirer au graphe pour qu'il n'ait plus de cycles.
La fonction zêta d'Ihara est en fait toujours l'inverse d'un invariant polynomial du graphe:
{\displaystyle \zeta _{G}(u)={\frac {1}{\det(I-Tu)}}~,}
où T est l'opérateur d'arête-adjacence de Hashimoto. Hyman Bass a donné une formule du déterminant impliquant l'opérateur d'adjacence.

## Applications
La fonction zêta d'Ihara joue un rôle important dans l'étude de groupes libres, dans la théorie spectrale des graphes, et dans les systèmes dynamiques, en particulier e, symbolique dynamique, où la fonction zêta d'Ihara est un exemple d'une fonction zêta de Ruelle.